# Pentacme siamensis
Pentacme siamensis là một loài thực vật có hoa trong họ Dầu. Loài này được (Miq.) Kurz mô tả khoa học đầu tiên năm 1870.